# Буркхард IV фон Барби-Мюлинген
Буркхард IV фон Барби-Мюлинген (на немски: Burchard IV, Graf von Barby-Muhlingen; * ок. 1380; † 1 април 1420 в абатството „Берге“ при Магдебург) от фамилията Барби е граф на Мюлинген в Саксония-Анхалт.

## Произход
Той е единственият син на граф Гюнтер IV/II фон Барби-Мюлинген († 18 август 1404) и втората му съпруга Доротея фон Глайхен († 13 декември 1385), дъщеря на граф Херман III фон Глайхен († 1345) и графиня София фон Хонщайн-Клетенберг († 1343).
Буркхард умира на 1 април 1420 г. на ок. 39 години в абатството „Берге“ при Магдебург. Съпругата му София умира предната година.

## Фамилия
Буркхард IV фон Барби-Мюлинген се жени пр. 6 юни 1415 г. за принцеса София фон Анхалт-Цербст († 1419), дъщеря на княз Зигисмунд I фон Анхалт-Цербст-Десау (1341 – 1405) и графиня Юта фон Кверфурт († сл. 1411). Те имат един син:
- Гюнтер VI фон Барби-Мюлинген (* 1417; † 19 ноември 1493), граф, женен I. ок. 1441 г. за графиня Катерина фон Регенщайн († 20 януари 1455), II. сл. 20 януари 1455 г. за принцеса София фон Анхалт-Кьотен